# Callithomia panamensis
Callithomia panamensis är en fjärilsart som beskrevs av Frederick DuCane Godman och Osbert Salvin 1878. Callithomia panamensis ingår i släktet Callithomia och familjen praktfjärilar. Inga underarter finns listade i Catalogue of Life.